# Freak Strike
Freak Strike is aflevering #601 (nr. 82) van de animatieserie South Park. In de Verenigde Staten werd deze aflevering voor het eerst uitgezonden op 20 maart 2002.

## Verhaal
De jongens vernemen dat een televisietalkshow speciale assistentie biedt aan misvormde mensen. Ze geven Butters op als gast met een vreemde misvorming. Cartman besluit dat dit 'chinballalitis' moet zijn en met hulp van twee nerds uit het dorp krijgt Butters twee neptestikels aan zin kin. Zo hopen ze dat Butters andere freaks verslaat en een prijs wint. Wanneer blijkt dat de prijs alleen naar Butters gaat, gokt Cartman op een eigen gastenplaats bij Maury, waarna hij zijn moeder overtuigd om hem voor de aflevering "Help mijn onbestuurbaar kind" in te schrijven.
Ondertussen hebben de freaks (waaronder South Parks Zuster Gollum uit de episode Conjoined Fetus Lady, de Thompsons uit de episode How to Eat with Your Butt, Joseph Merrick, Andy Dick, Liza Minelli en Kevin, Dr. Mephisto’s vreemde assistent) zich verenigd in een vakbond en gaan staken omdat ze onderbetaald worden. Uit angst voor een ontmaskering als nepper, besluit Butters mee te gaan staken.
Cartman probeert tijdens de uitzending het meest ongecontroleerde kind te zijn, als hij het op moet nemen tegen een meisje genaamd Vanity, die vloekt, scheld en haar moeder openlijk slaat. Om dit teniet te doen, verzint Cartman elke keer een nog sterker verhaal. Op dat moment kapen de freaks de tv-uitzending, verklaren waarom ze staken en lobbyen voor een kwaliteitslabel voor echte freaks. Het publiek van Maury is het hiermee eens en verlaten de studio. De show wordt stopgezet en Cartman, geïrriteerd dat Butters weer zijn kans op een prijs heeft afgenomen, rent woedend naar buiten. Daar rukt hij de nepballen van Butters kin, maar de freaks zien dit niet als een bewijs van nepheid, maar als een gewelddadige daad van Cartman en zetten de achtervolging in. Net als Butters denkt dat alles voor hem goed afloopt, arriveren zijn ouders in een taxi

## Culturele verwijzingen
- Maury is een werkelijk bestaande, Jerry Springer-achtige talkshow.
- De freaks claimen in Jenny Jones en Oprah Winfrey te zijn geweest.
- De jongens betalen de 'face artists' met het eerste deel van Star Trek.
- Butters wordt door Maury aangekondigd als Napoleon Bonaparte.